# Paul Duerden
Paul Duerden est un joueur de volley-ball canadien né le 22 octobre 1974 à London en Ontario. Il mesure 1,95 m et jouait pointu. Il totalise 300 sélections en équipe nationale du Canada.

## Clubs
| Club            | Pays      | De        | À         |
| --------------- | --------- | --------- | --------- |
| Felbach         | Allemagne | 1996-1997 | 1996-1997 |
| Knack Roeselare | Belgique  | 1997-1998 | 1997-1998 |
| Stade poitevin  | France    | 1998-1999 | 1998-1999 |
| Paris Volley    | France    | 1999-2000 | 2001-2002 |
| Santa Croce     | Italie    | 2002-2003 | 2002-2003 |
| Stade poitevin  | France    | 2003-2004 | 2005-2006 |
| Halkbank Ankara | Turquie   | 2006-2007 | …         |

## Palmarès
- National
  - Championnat de France : 1999, 2000, 2001, 2002
  - Coupe de France : 2000, 2001
- Européen
  - Ligue des champions : 2001
  - Coupe des Coupes : 2000
  - Supercoupe d'Europe : 2000